# Estación de Baró de Viver
Baró de Viver es una estación de la línea 1 del Metro de Barcelona situada debajo del Nudo de la Trinidad en el distrito de San Andrés de Barcelona, en el Barrio de Barón de Viver y se inauguró en 1983 con la prolongación hasta Santa Coloma.
| << cabecera           | < estación     | línea | estación >   | cabecera >> |
| --------------------- | -------------- | ----- | ------------ | ----------- |
| Metro                 |                |       |              |             |
| Hospital de Bellvitge | Trinitat Vella |       | Santa Coloma | Fondo       |